# 稲垣俊史
稲垣 俊史（いながき しゅんじ）は、日本の言語学者（第二言語習得研究・言語学）。学位は、Ph.D.（マギル大学）。同志社大学グローバル地域文化学部教授。日本第二言語習得学会会長。

## 概要
広島県福山市出身。大阪外国語大学英語学科卒業後、広島大学とハワイ大学で英語教育の修士号を、カナダのマギル大学で言語学の博士号を取得。大阪府立大学で11年間、名古屋大学国際言語文化研究科で6年勤めた後、2016年度より同志社大学グローバル地域文化学部教授。野球好きで広島東洋カープのファンである。

## 研究
専門は言語学・第二言語習得研究。具体的には、第二言語ライティングの測定指標の研究、第二言語学習者の移動表現の習得、数の認識と統語の習得、中国語話者の日本語習得時の言語転移、多読について。

## 略歴
- 1999年 - 大阪府立大学 総合科学部 助手
- 2000年 - 大阪府立大学 総合科学部 専任講師
- 2005年 - 大阪府立大学 人間社会学部言語文化学科 専任講師
- 2007年 - 大阪府立大学 人間社会学部言語文化学科 准教授
- 2010年 - 名古屋大学 大学院国際言語文化研究科 准教授
- 2016年 - 同志社大学 グローバル地域文化学科 准教授
- 2018年 - 同志社大学 グローバル地域文化学科 教授
- 2018年 - 日本第二言語習得学会会長

## 著作
- 『第二言語習得研究 モノグラフシリーズ2』「日本語話者による英語の可算・不可算の区別の習得」くろしお出版, 2018年08月
- 『日本の大学英語教育における多読の効果』一粒書房, 2017年03月
- Transfer and Learnability in Second Language Argument Structure: Motion Verbs with Locational/Directional PPs in L2 English and Japanese. VDM. Verlag Dr. Müller, 2010年02月
- Second Language Development in Writing: Measures of Fluency, Accuracy, and Complexity (Technical Report #17). University of Hawai'i: Second Language Teaching and Curriculum Center, 1998年11月

その他、言語学習 (雑誌)、第二言語研究 (雑誌)、Cognition誌、日本語教育誌等に論文多数。

## 関連人物
- 若林茂則